# Zaandam
Zaandam är en stad i kommunen Zaanstad i den nederländska provinsen Noord-Holland. Staden hade 72.597 invånare år 2010.

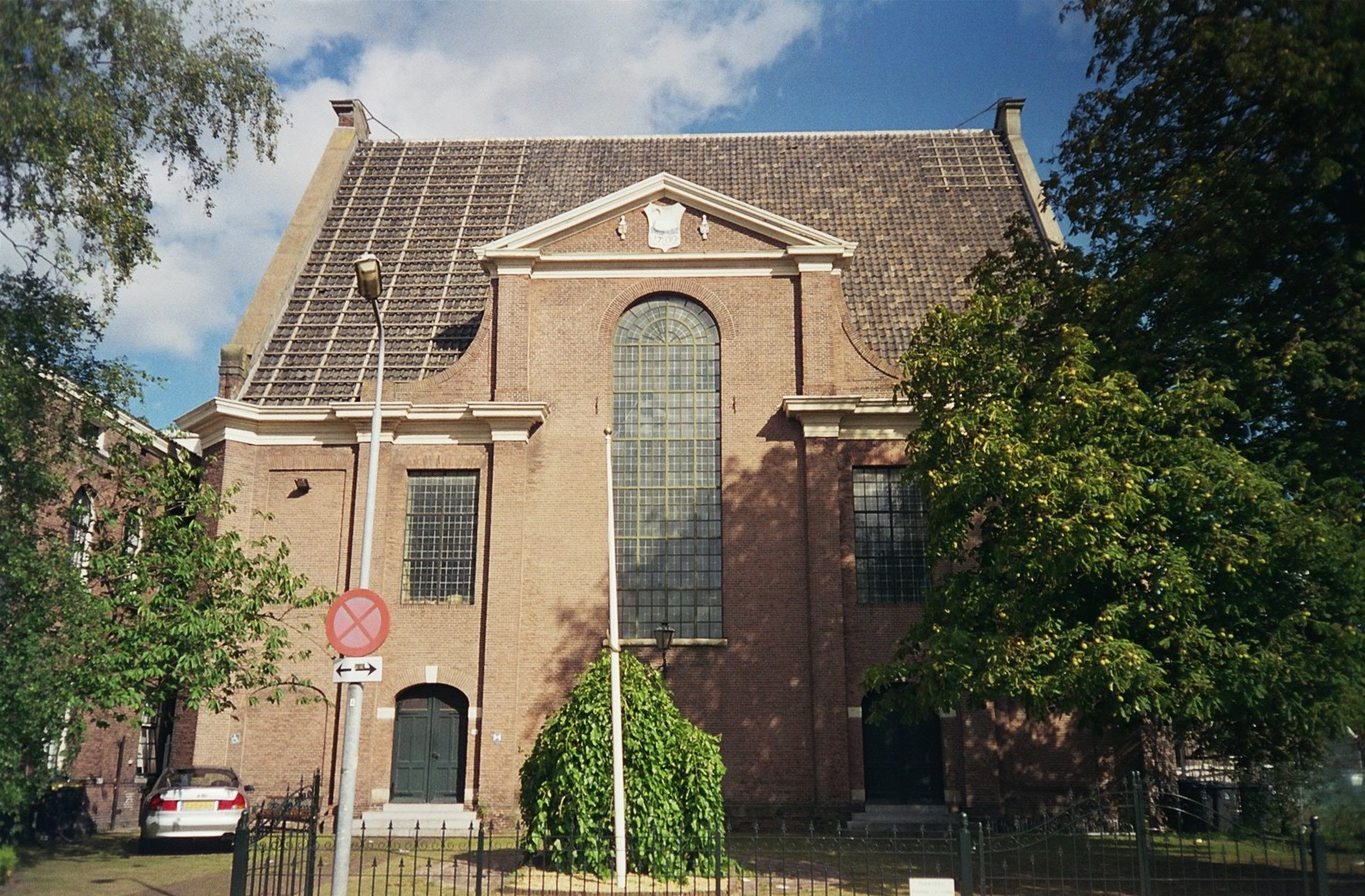
Lutherska kyrkan i Zaandam.